# 伊庫倫
伊庫倫（布農語：Ikkolun、Ikolon、Ikulun、Ikkolun或Ekulun、Naikulan），是布農族傳說中的地底人族，原與布農族人交好，但後來因為各種原因而決裂。

## 外表與習性
伊庫倫住在地底的洞穴中，他們皮膚白皙、外表大致上跟人差不多，但長有一條尾巴，而且沒有肛門而無法排洩，但他們只需要吸取食物的蒸氣便可以過活，而且有很好的農耕技術。
另外，伊庫倫不喜歡被人看見尾巴，每次約布農族人來家裡時都是坐在木臼上並把尾巴藏在裡面。

## 傳說
據說伊庫倫人跟布農族原本關係很好，常會邀請布農族來家裡作客，並會把他們吸過蒸氣的食物送給布農族人帶回去，但他們的關係因為之後發生的諸多事件而產生裂痕：
1.布農族當時還不會農耕，在反覆向伊庫倫人索取種子無果後，他們便藉由把種子塞在女性陰道裡偷走種子，伊庫倫人不好意思檢查和追回。
2.有一次布農族人拜訪過於莽撞，讓一名伊庫倫人慌張坐下而弄斷了尾巴。
3.布農族人強行餵食伊庫倫小孩吃肉，導致那名小孩因無法排洩而死亡。
4.有一個人向依庫倫人一直粗魯地索取食物，又嘲笑他們的尾巴。
以上原因讓伊庫倫人逐漸不滿，最後將居住的洞口堵住，和布農族人斷絕往來。

## 現代研究與相關傳說
布農族的伊庫倫傳說情節，和鄰近族群邵族的黑矮人（邵族人稱呼為「烏狗蟻」）傳說相當類似，很有可能是兩族交流之下的產物，且因為黑矮人的要素比伊庫倫少，因此伊庫倫的傳說有可能是源自於黑矮人傳說。
另外，邵族的膚色偏白、布農族膚色偏黑，且身材比較短小精壯，也有人認為兩則傳說是代表著兩族的交流歷史。